# UGC 97
UGC 97 es una galaxia lenticular localizada en la constelación de Andrómeda.